# Актасти (Кегенський район)
Актасти́ (каз. Ақтасты) — село у складі Кегенського району Алматинської області Казахстану. Входить до складу Тасашинського сільського округу.
Населення — 448 осіб (2021; 728 у 2009, 671 у 1999, 847 у 1989).